# Front Revolucionari Unit
El Front Revolucionari Unit va ser un grup armat rebel que va lluitar en una guerra a Sierra Leone que durà 11 anys i la perdé (1991-2001). Més endavant esdevení un partit polític. Els líders més majors que sobrevisqueren, Issa Sesay, Morris Kallon i Augustine Gbao, van ser condemnats el febrer de 2009 per crims contra la humanitat i crims de guerra. Aquest exèrcit va emprar nenes soldat.
Una pràctica del Front Revolucionari Unit fou el llançament de parts amputades dels cossos de les seues víctimes a l'escalinata del palau presidencial en resposta a la proposta de pau feta el 1996 pel president Ahmed Tejan Kabbah perquè els grups armats "uniren les mans". Els nens soldats del Front Revolucionari Unit torturaven a les seues víctimes preguntant-los si volien màniga llarga o màniga curta abans de tallar-los els braços.